# 保泰路
保泰路（Baotai Rd.）為高雄市前鎮區及鳳山區的南北向道路，起於瑞隆路口，末端於班超路、自強二路口接七雄街，是前鎮區往來鳳山區五甲地區的重要道路。

## 行經行政區域
- 前鎮區
- 鳳山區

## 沿線設施
（由南至北）
- 崗山仔公園
- 石津市場
- 全聯福利中心鳳山保泰店
- 國泰世華商業銀行前鎮分行
- 第一商業銀行五甲分行
- 高雄市立圖書館前鎮分館
- 台北富邦銀行前鎮分行
- 高雄市立五甲國民中學

## 公共自行車
- 高雄市公共自行車租賃系統：
  - 五甲國中：保泰路/龍成路123巷口西南側
  - 保泰保泰路370巷：保泰路/保泰路370巷口(東南側)

## 相關連結
- 高雄市主要道路列表